# Neolimnomyia batava
Neolimnomyia batava är en tvåvingeart som först beskrevs av Edwards 1938.  Neolimnomyia batava ingår i släktet Neolimnomyia och familjen småharkrankar. Enligt den finländska rödlistan är arten sårbar i Finland. Arten är reproducerande i Sverige. Artens livsmiljö är bäckar. Inga underarter finns listade i Catalogue of Life.